# Scotophilus viridis
Scotophilus viridis е вид прилеп от семейство Гладконоси прилепи (Vespertilionidae). Видът не е застрашен от изчезване.

## Разпространение и местообитание
Разпространен е в Бенин, Ботсвана, Буркина Фасо, Гамбия, Гана, Етиопия, Замбия, Зимбабве, Камерун, Кения, Кот д'Ивоар, Малави, Мали, Мозамбик, Намибия, Нигер, Нигерия, Сенегал, Танзания, Того, Централноафриканска република, Чад, Южен Судан и Южна Африка.
Обитава савани, крайбрежия и плажове.

## Описание
Теглото им е около 19,8 g.